# Robert Anning Bell

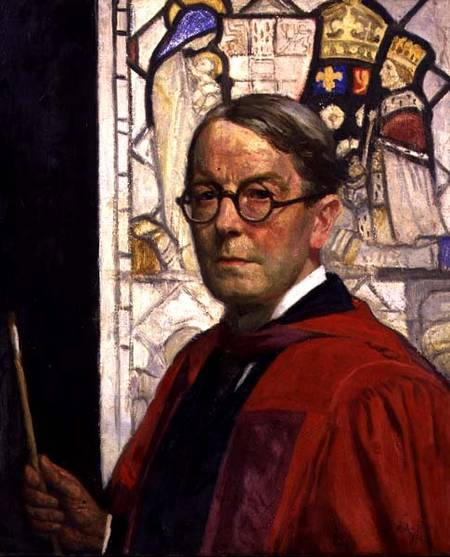
Selbstporträt von Robert Anning Bell, 1925

Robert Anning Bell (* 14. April 1863 in London; † 27. November 1933 ebenda) war ein britischer Maler, Illustrator, Designer und Kunstpädagoge. Er war eine zentrale Figur der Arts-and-Crafts-Bewegung und trug wesentlich zur Wiederbelebung der Temperamalerei und zur Entwicklung des Kunstgewerbes im spätviktorianischen und edwardianischen Großbritannien bei.

## Leben
Robert Anning Bell wurde in London als Sohn eines Käsehändlers geboren. Er besuchte die University College School und begann im Alter von fünfzehn Jahren eine zweijährige Ausbildung bei seinem Onkel, dem Architekten Samuel Knight. Anschließend studierte er an der Westminster School of Art bei Frederick Brown, an den Royal Academy Schools und in Paris an der Académie Julian und im Atelier von Aimé Morot. Nach seiner Rückkehr teilte er sich ein Atelier mit dem Bildhauer George Frampton. Gemeinsam schufen sie handkolorierte Gipsreliefs im Stil der Della Robbia. Bell unternahm auch Studienreisen nach Italien.
Von 1895 bis 1899 lehrte Robert Anning Bell an der Architekturschule der Universität Liverpool. Ab 1911 leitete er die Design-Abteilung der Glasgow School of Art und von 1918 bis 1924 war er Professor für Design am Royal College of Art in London. 1914 heiratete er die Künstlerin Laura Richard. Robert Anning Bell starb 1933 in London; seine Asche wurde in der St James’s Church, Piccadilly, beigesetzt.

## Werk

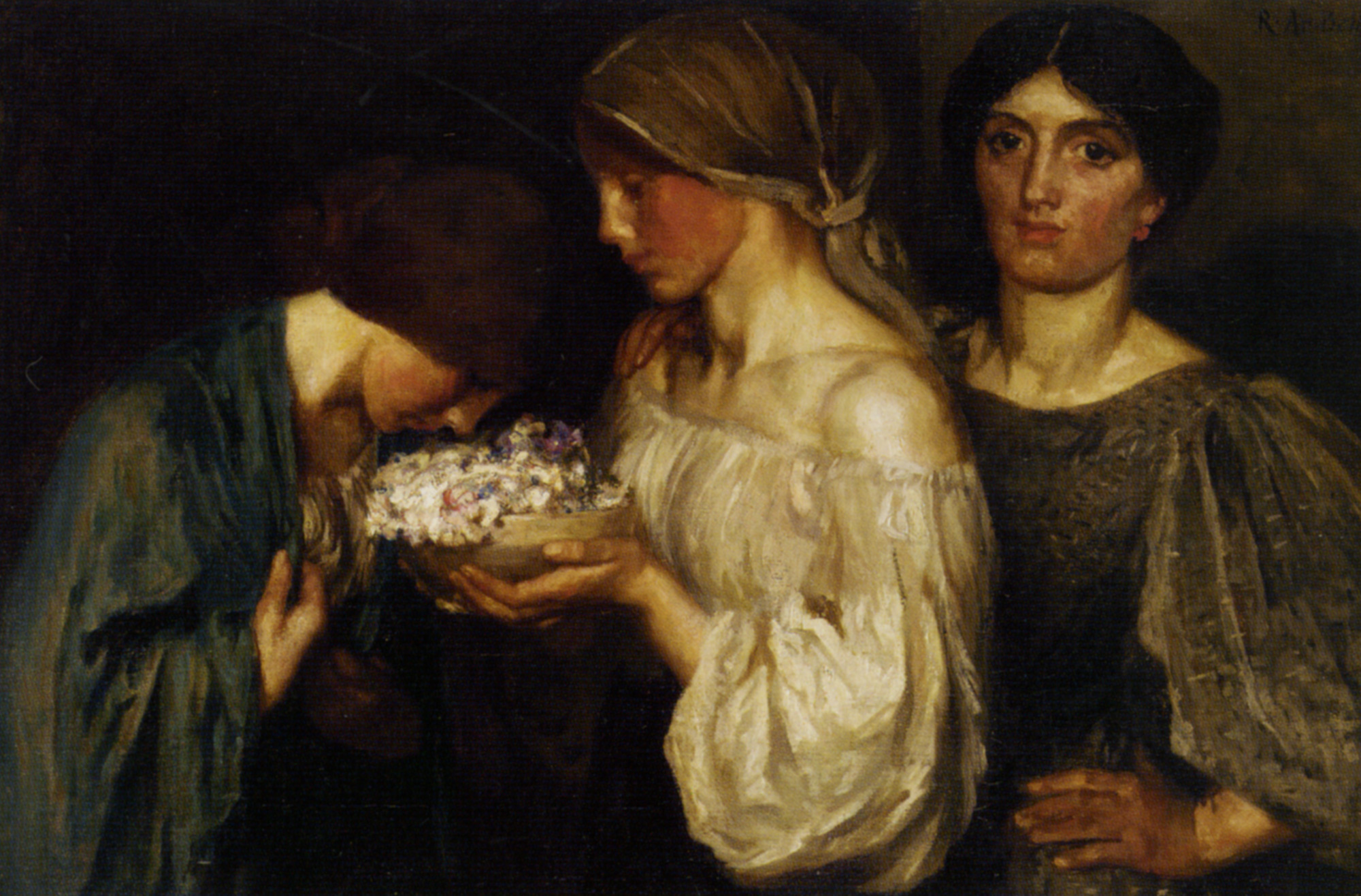
Robert Anning Bell: Fragrant posy (Duftende Blumen), ca. 1900

Das Werk von Robert Anning Bell umfasst Malerei, Buchillustration, Mosaik, Glasmalerei und Bildhauerei. Er war eng mit der Arts-and-Crafts-Bewegung verbunden und setzte sich für die Wiederbelebung der Temperamalerei ein. Seine Illustrationen erschienen in Werken wie Charles und Mary Lambs „Tales from Shakespeare“ und Tennysons „The Early Poems“. Zu seinen wichtigsten öffentlichen Arbeiten zählen das Mosaik im Tympanon der Westminster Cathedral (1916) und Mosaike im Westminster Palace, darunter Heiligendarstellungen in der Central Lobby und Szenen in der St. Stephen’s Hall. Seine Glasfenster befinden sich in der St Matthew’s Church in Paisley und in der St Michael’s Church in Amberley.